# Paweł Wojtala
Paweł Wojtala (ur. 27 października 1972 w Poznaniu) – polski piłkarz grający na pozycji obrońcy. Działacz piłkarski, od 2016 prezes Wielkopolskiego Związku Piłki Nożnej.

## Kariera
Jest wychowankiem SKS 13 Poznań, a od sezonu 1990/91 piłkarz Lecha Poznań. W ciągu swojej kariery w Lechu (1990/91-1995/96, 2001/02 i 2004/05) rozegrał 131 meczów w najwyższej lidze, strzelając 8 bramek i zdobywając dwa razy mistrzostwo Polski i Superpuchar Polski.
W sezonie 1996/97 był piłkarzem Widzewa i zagrał w nim 18 spotkań, strzelając 4 gole. W tym sezonie zdobył mistrzostwo Polski.
W zimie 1997 przeszedł do niemieckiego Hamburger SV, gdzie łącznie zagrał w 20 meczach.
Potem występował w Werderze Brema (w latach 1998-2000), gdzie w pierwszym sezonie zdobył Puchar Niemiec.
Następnie, w zimie 2000 wrócił do kraju – do Legii Warszawa. W barwach stołecznej drużyny zaliczył 16 spotkań.
Po pół roku, w 2001 przeszedł do Lecha, gdzie również grał tylko kilka miesięcy nadszedł kolejny transfer.
Od 2002 znowu występował w niemieckiej lidze, tym razem w Rot-Weiss Oberhausen – w ciągu dwóch sezonów zagrał w 46 meczach.
Rok później reprezentował barwy LR Ahlen i Karlsruher SC.
Karierę zakończył w 2005 roku, ponownie grając w barwach poznańskiego Lecha.
Niedługo po tym wznowił jednak karierę i podpisał kontrakt z niemieckim zespołem Hallescher FC.
W sezonie 2006/2007 ponownie zmienił klub i przeszedł do austriackiego zespołu SV Sankt Andrä-Wördern.
Od 2007 do 2011 roku grał w oldbojach Lecha.
W polskiej kadrze Wojtala rozegrał 12 spotkań. Debiutował w 1994, a ostatni oficjalny mecz w jej barwach rozegrał 3 lata później.
Od 11 października 2012 roku do 17 września 2013 roku pełnił funkcję dyrektora sportowego w Zagłębiu Lubin.

## Kariera w PZPN
6 sierpnia 2016 roku został wybrany prezesem Wielkopolskiego Związku Piłki Nożnej, po czym dwukrotnie uzyskał reelekcję - 16 września 2020 roku oraz 27 marca 2025 roku. Od 28 października 2016 roku jest również członkiem zarządu PZPN.